# Eduard Julius Vortheil
Eduard Julius Vortheil, także Edward Juliusz Vortheil (ur. 19 sierpnia 1851 w Tilsit, Królestwo Prus, zm. 25 lutego 1927 w Pabianicach) – pionier kinematografii, założyciel kin i teatrów na ziemiach polskich, pochodzenia holenderskiego.

## Życiorys
W młodości Eduard Vortheil uciekł z domu, z Holandii, co wiązało się z faktem, iż rodzice obwiniali go o śmierć brata. W trakcie bójki rodzeństwa na nabrzeżu, brat Vortheila wpadł do wody. Został znaleziony po wyciągnięciu kotwicy – był na nią nadziany. Vortheil w związku z obarczaniem go winą przez rodziców, w wieku 15 lat przeniósł się do Paryża, gdzie ukończył szkołę średnią. Następnie podjął studia chemiczne na uniwersytecie w Dorpacie, ale ich nie ukończył. Przeniósł się ponownie do Paryża, gdzie założył teatr variete, z którym jeździł po Europie. Zainteresowany dokonaniami braci Lumiere zakupił jedną z ich kamer. W związku z zainteresowaniami i wiedzą chemiczną zdobytą w Dorpacie, potrafił sam wywoływać swoje filmy. Wyjechał do Petersburga – w Cesarstwie Rosyjskim otrzymał koncesję na prowadzenie kino-teatru. W Petersburgu 26 maja 1896 również nagrał koronację cara Mikołaja II. W orszaku na dworze cara znalazł się szach Persji Mozaffar ad-Din Szah Kadżar, który pod wpływem fascynacji filmem Koronacja Mikołaja II, zaprosił Vortheila do filmowania dworu. W związku ze zrealizowanym zadaniem Vortheil przebywał w Teheranie filmując oraz wyświetlając filmy na dworze szacha, a ponadto został mianowany honorowym obywatelem Persji.
W marcu 1903 Eduard Vortheil wraz z Teodorem Junodem przy ul. Piotrkowskiej 21 w Łodzi założył teatr (pierwszy stały teatr w Łodzi). W sierpniu 1903 przenieśli go na ul. Piotrkowską 17 do kamienicy Chaima Bławata, gdzie organizowali zarówno pokazy teatralne, jak i filmowe. W 1906 teatr nazywali „Urania”. W tamtym okresie wyświetlano filmy takie jak: Paryżanka w swoim buduarze, Żandarm chce pić, Cudowna Lampa Alladyna, Zatrute Kurczę. Seanse właściciele kinoteatru kierowali głównie do zamożnych kupców, przedsiębiorców, pracowników kantorów różnych narodowości.
W 1907 biznesmeni zgromadzili wystarczający kapitał by wybudować własny gmach teatru. Budynek Teatr „Urania” (w którego miejscu w latach 60. XX w. powstał Dom handlowy „Magda”), powstał u zbiegu ul. Piotrkowskiej i Cegielnianej (późn. ul. Jaracza). Obiekt nie był wyłącznie teatrem, ale kompleksem gastronomiczno-rozrywkowym, mieścił 250 miejsc na widowni.
W 1912 Vortheil podjął decyzję o budowie kina w Pabianicach, gdzie również zakupił dom. Ostatecznie kinoteatr „Luna” (późn. kino „Mazur”) wybudował w 1913 w spółce z Rudolfem Maśnickim, w tym samym roku odsprzedając udziały w „Uranii” Junodowi. Nowy obiekt mieścił 600 miejsc na widowni, a na jego deskach grały osoby takie jak: Mieczysława Ćwiklińska, Stefan Jaracz, Józef Węgrzyn, Kazimierz Junosza-Stępowski. W 1918 Vortheil zamieszkał z rodziną Maśnickich oraz odsprzedał udziały w kinoteatrze Rudolfowi Maśnickiemu.

### Życie prywatne
Pochodził z rodziny rybackiej, żyjącej w Holandii. Nie miał żony ani dzieci. Był ojcem chrzestnym Eugeniusza Bodo.
Został pochowany na cmentarzu ewangelicko-augsburskim w Pabianicach.

## Vortheil w kinematografii
W 2002 powstał film biograficzny o Vortheilu, pt. Eduard Julius Vortheil. Sny i marzenia pioniera fotografii w reżyserii Andrzeja Perza i Zbigniewa Gajzlera
W serialu Bodo (2016) postać Vortheila została zagrana przez Roberta Gonerę.